# Olle Källgren
Olle Källgren (7 de setembro de 1907 - 13 de abril de 1983) foi um futebolista sueco. Ele competiu na Copa do Mundo FIFA de 1938, sediada na França, na qual a seleção de seu país terminou na quarta colocação.